# 小行星8433
小行星8433（8433 Brachyrhynchus）是一颗绕太阳运转的小行星，为主小行星带小行星。该小行星于1960年9月24日发现。

## 轨道参数
小行星8433的轨道半长轴为2.7118034 UA，离心率为0.063。